# Pendulothecium auriculatum
Pendulothecium auriculatum är en bladmossart som beskrevs av Johannes Enroth och Si He 1991. Pendulothecium auriculatum ingår i släktet Pendulothecium och familjen Neckeraceae. Inga underarter finns listade i Catalogue of Life.